# Cuterebrinae
Sous-famille
Synonymes
Cuterebridae
Les Cuterebrinae sont une sous-famille d'insectes diptères brachycères de la famille des Oestridae.

## Genres
Selon BioLib (27 décembre 2021) :
- Andinocuterebra Guimarães, 1984
- Cuterebra Clark, 1815
- Dermatobia Brauer, 1861
- Metacuterebra Bau, 1929
- Pseudogametes Bischoff, 1900
- Rogenhofera Brauer, 1863